# Vliegbasis Volkel
Vliegbasis Volkel is een vliegbasis in de plaats Volkel, nabij Uden, in de gemeente Maashorst. De Vliegbasis Volkel wordt samen met de Vliegbasis Leeuwarden en de helikopterbasis Vliegbasis Gilze-Rijen gerekend tot de Main Operating Bases (MOB) van de Koninklijke Luchtmacht. Op de basis zijn circa 1500 militairen werkzaam.

## Geschiedenis
In 1940 werd door Duitse troepen begonnen met de aanleg van een vliegveld bij de dorpen Volkel en Odiliapeel; een zogenaamde Nachtlandeplatz voor toestellen van de Luftwaffe. De plek werd uitgekozen vanwege de vlakke ligging en omdat er een spoorlijn lag.
Het veld was op negen punten rondom voorzien van Flak. Aanvankelijk werden grasbanen gebruikt maar vanwege de drassigheid werden in 1942 twee elkaar kruisende verharde stenen banen aangelegd, aangevuld met een derde grasbaan.
In 1943-1944 werd Volkel door diverse Luftwaffe-eenheden operationeel gebruikt: dit waren zowel vliegende, als overige eenheden.
De vliegende eenheden vielen onder onder Fliegerhorst-Kommandantur E 30/VI en omvatten:
- II Gruppe / JagdGeschwader 26 (6 – 15 augustus 1943) Messerschmitt Bf 109
- II Gruppe / JG 3 (14 – 25 december 1943) met Bf 109
- I Gruppe / KampfGeschwader 6 (29 augustus – 21 september 1944) met Junkers Ju 88 A
- II Gruppe /KG 6 (29 augustus – 4 september 1944) met Ju 88 A
- III Gruppe / JG 1 (10 november 1943 – 25 februari 1944) met Focke Wulf Fw 190
- Einsatzkommando Schenk (30 augustus – 5 september 1944) met Messerschmitt 262 (genoemd naar majoor Wolfgang Schenk, de commandant van deze kleine test eenheid)

Ook was er het Sonderkommando Götz. Dit was een verkenningseenheid met slechts een Arado 234.
Regelmatig werd het vliegveld gebombardeerd, maar steeds werd het hersteld. De Duitsers ronselden bewoners uit de omgeving voor het herstel van de start- en landingsbanen via lokale burgemeesters, die opdracht kregen aantallen mensen te leveren. Sommige burgemeesters echter weigerden medewerking. H. Verheijen uit Erp werd hiervoor gearresteerd en naar concentratiekamp Buchenwald gebracht, waar hij in maart 1945 overleed. Waarnemend burgemeester P.J. Wijnhoven dook in 1944 onder omdat hij weigerde arbeiders aan te wijzen voor werk aan vliegveld Volkel.
Bombardementen op 15 augustus en 3 september 1944 betekenden het einde van de Luftwaffe op Volkel. Banen en infrastructuur waren zodanig verwoest dat snel herstel onmogelijk was.
In september 1944 rukten de geallieerden op door Oost-Brabant in het kader van Operatie Market Garden en verliet de Luftwaffe het vliegveld, na de overgebleven gebouwen vernield te hebben. Een Duitse hangar, een deel van de keuken plus enkele schuilbunkers bleven gespaard. De klinkers van de rolbanen, voor zover die over waren, werden na de oorlog door de Dienst Domeinen aan de gemeente Uden verkocht, die er in 1947 daarvan de Markt bestraatte.

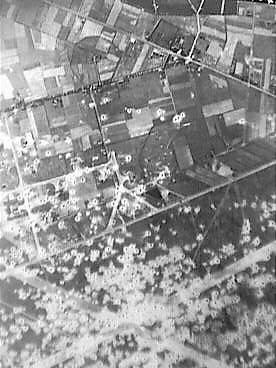
Geallieerde opnamen na bombardement, 19 september 1944
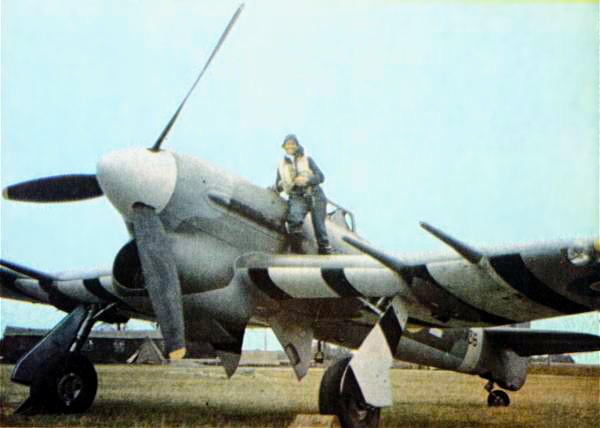
Vanaf 1944 RAF eenheden als 121 Wing met Hawker Typhoon
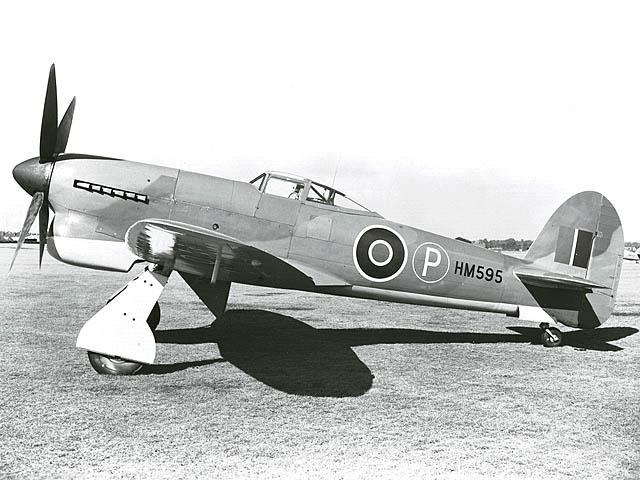
122 Wing met Hawker Tempest
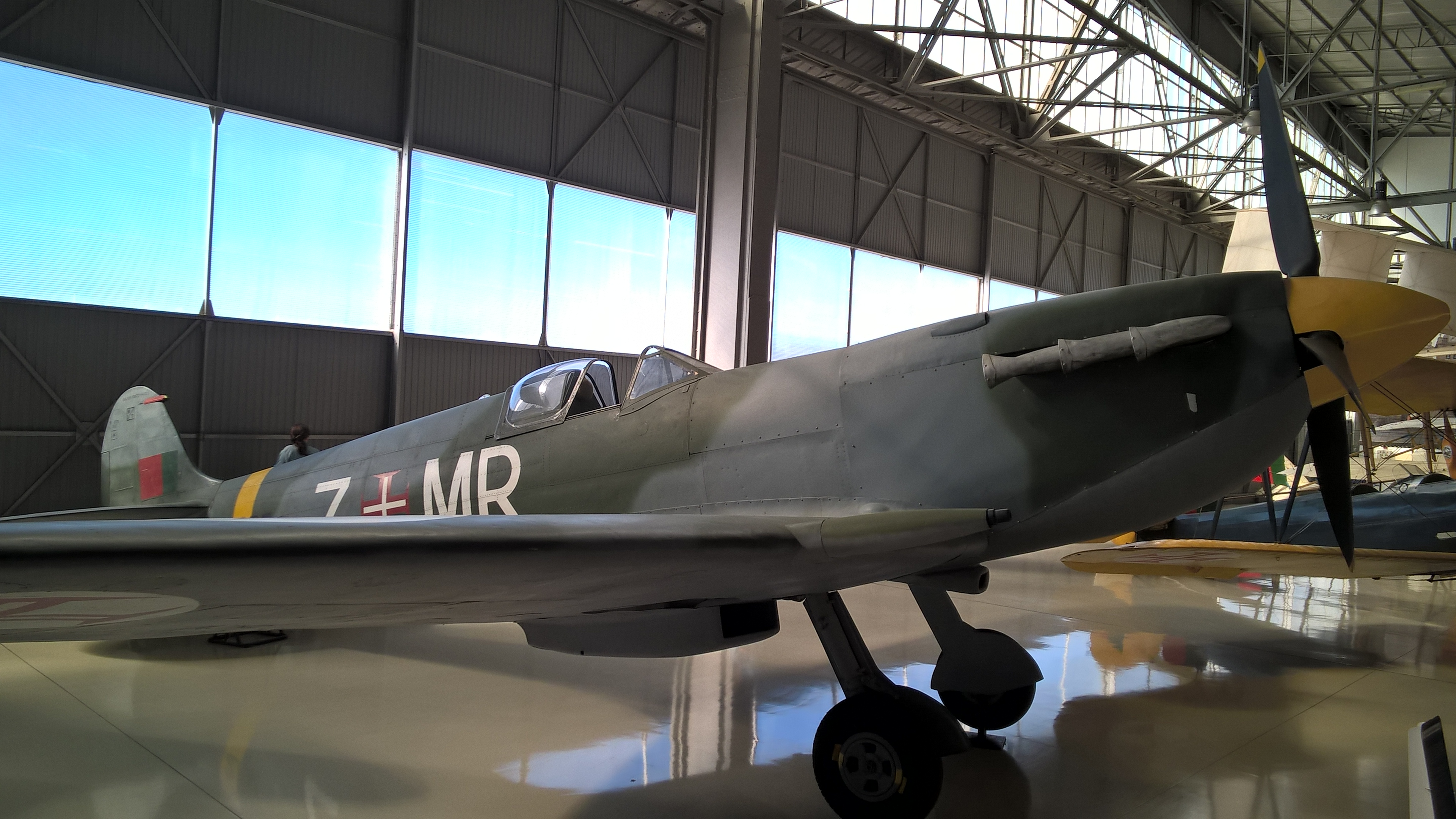
126 Wing met Supermarine Spitfire
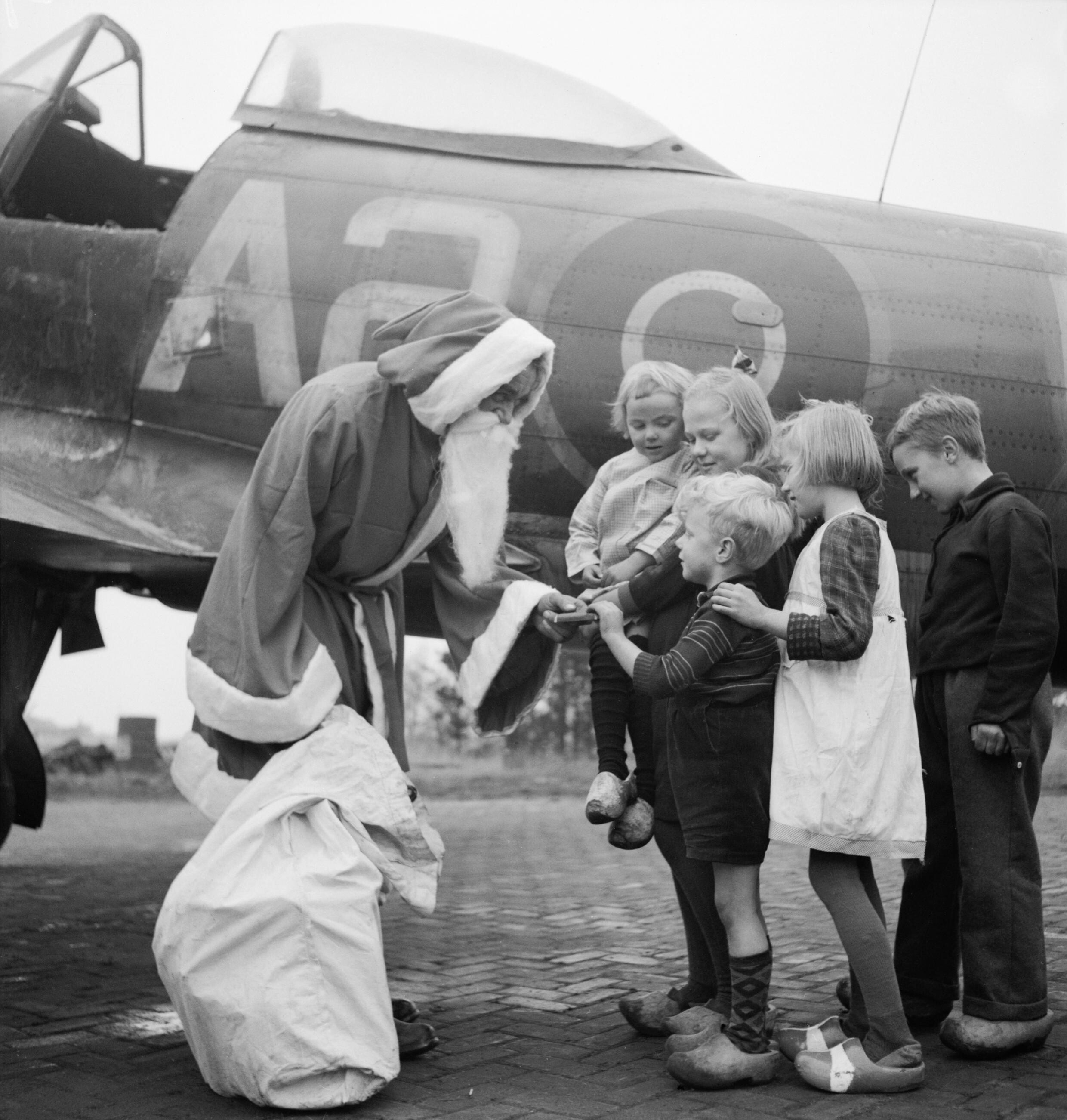
Als kerstman verklede RAF-piloot Fred Fazan (122 Wing) brengt Volkelse kinderen cadeaus, 13 december 1944.

### Na de oorlog
Na vertrek van de Luftwaffe werd het vliegveld in 1945 hersteld en onder codenummer B.80 in gebruik genomen door de RAF. Deze stationeerde er de 121 Wing (Typhoon), 122 Wing (Tempest) en de 126 Wing (Spitfire). Nadat deze vertrokken waren verbleef de 136 Wing (Mosquito) nog korte tijd op het veld waarna het niet meer gebruikt werd.

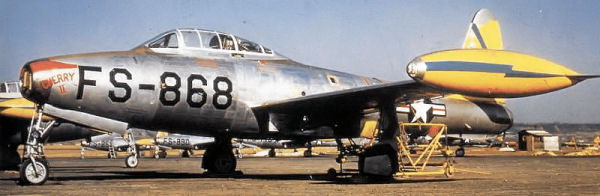
Republic F-84E/G Thunderjet 1952-1964
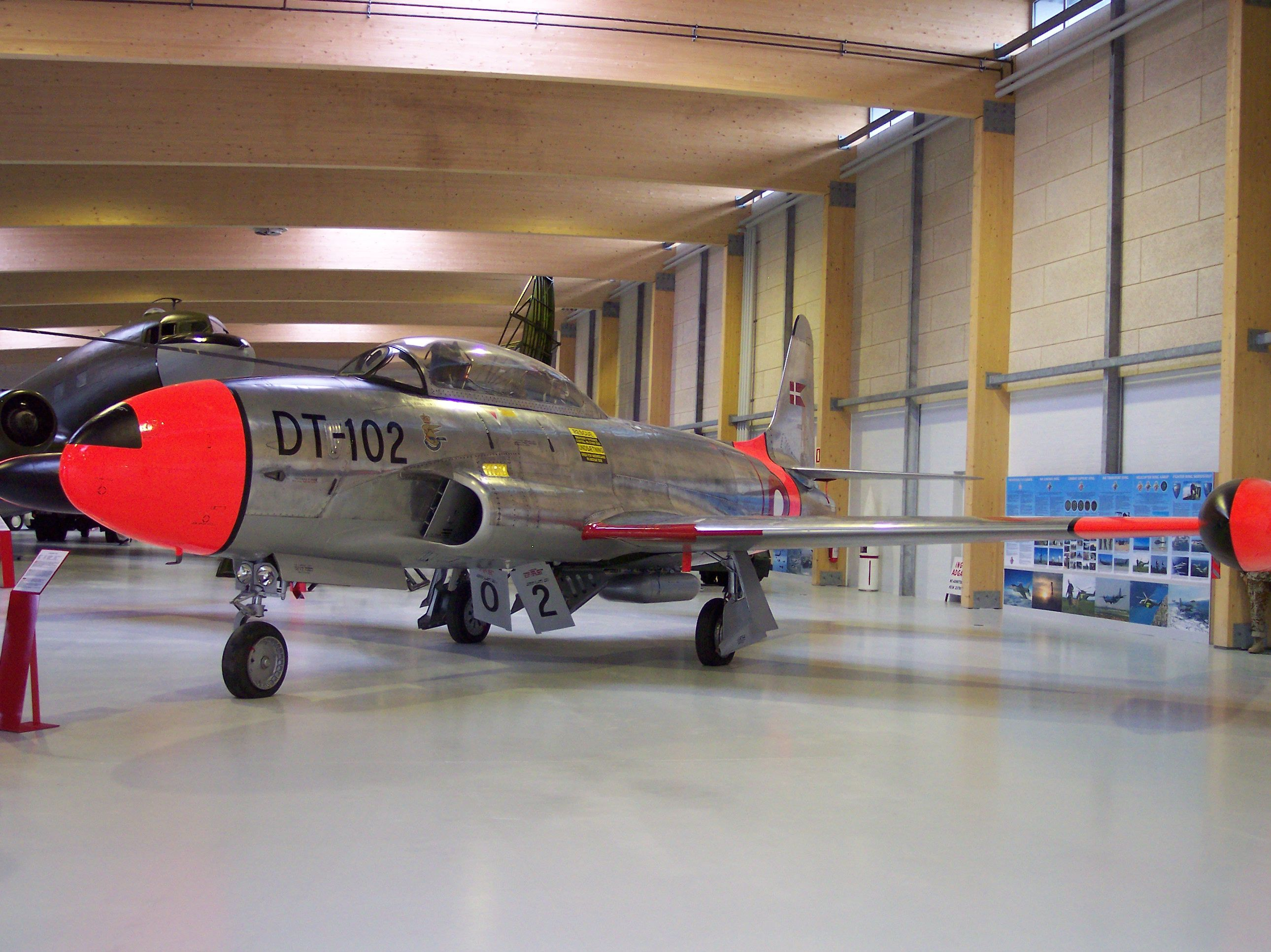
Lockheed T-33P fotoverkenning 1953-1956
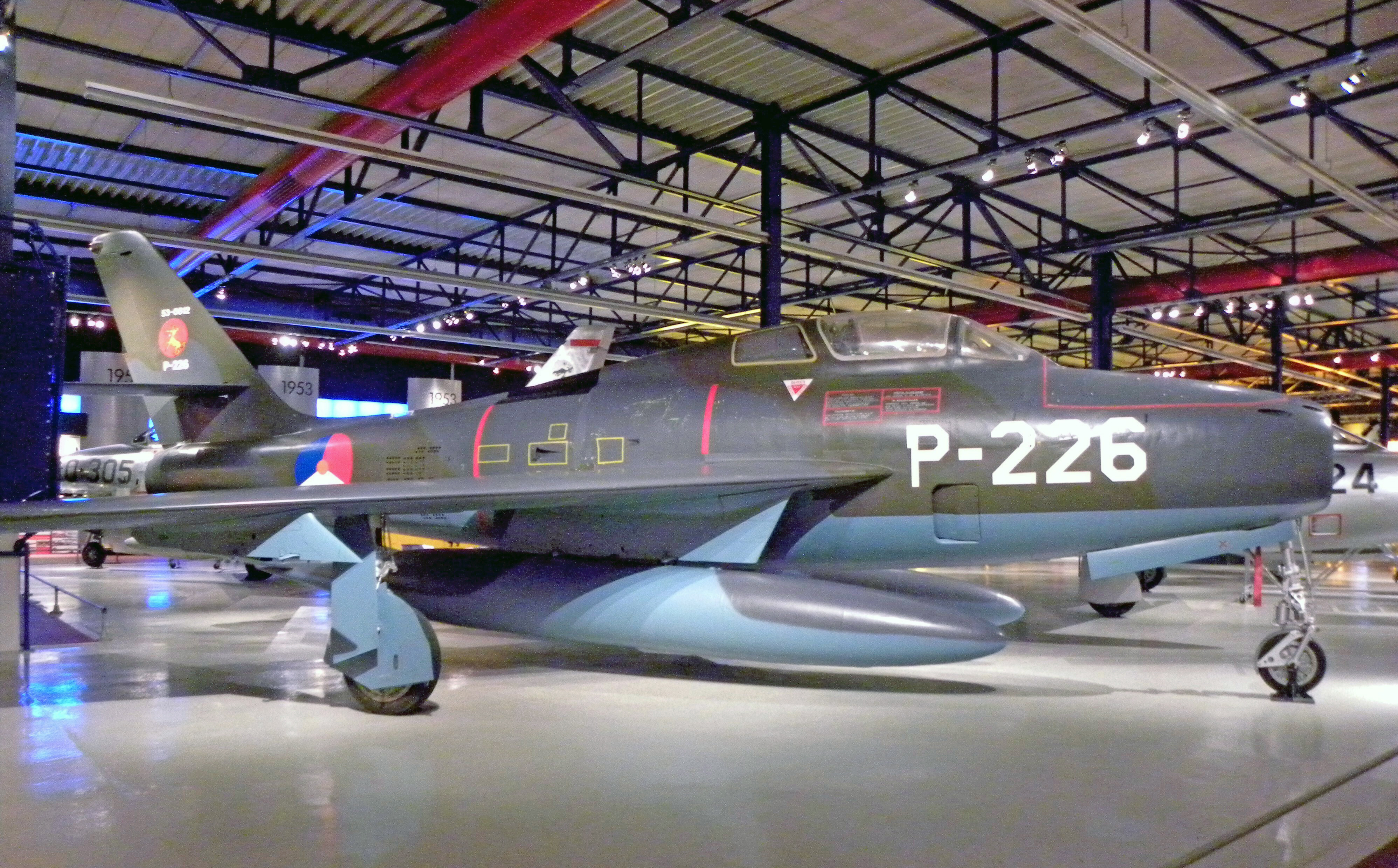
Republic F-84F Thunderstreak 1955-1970
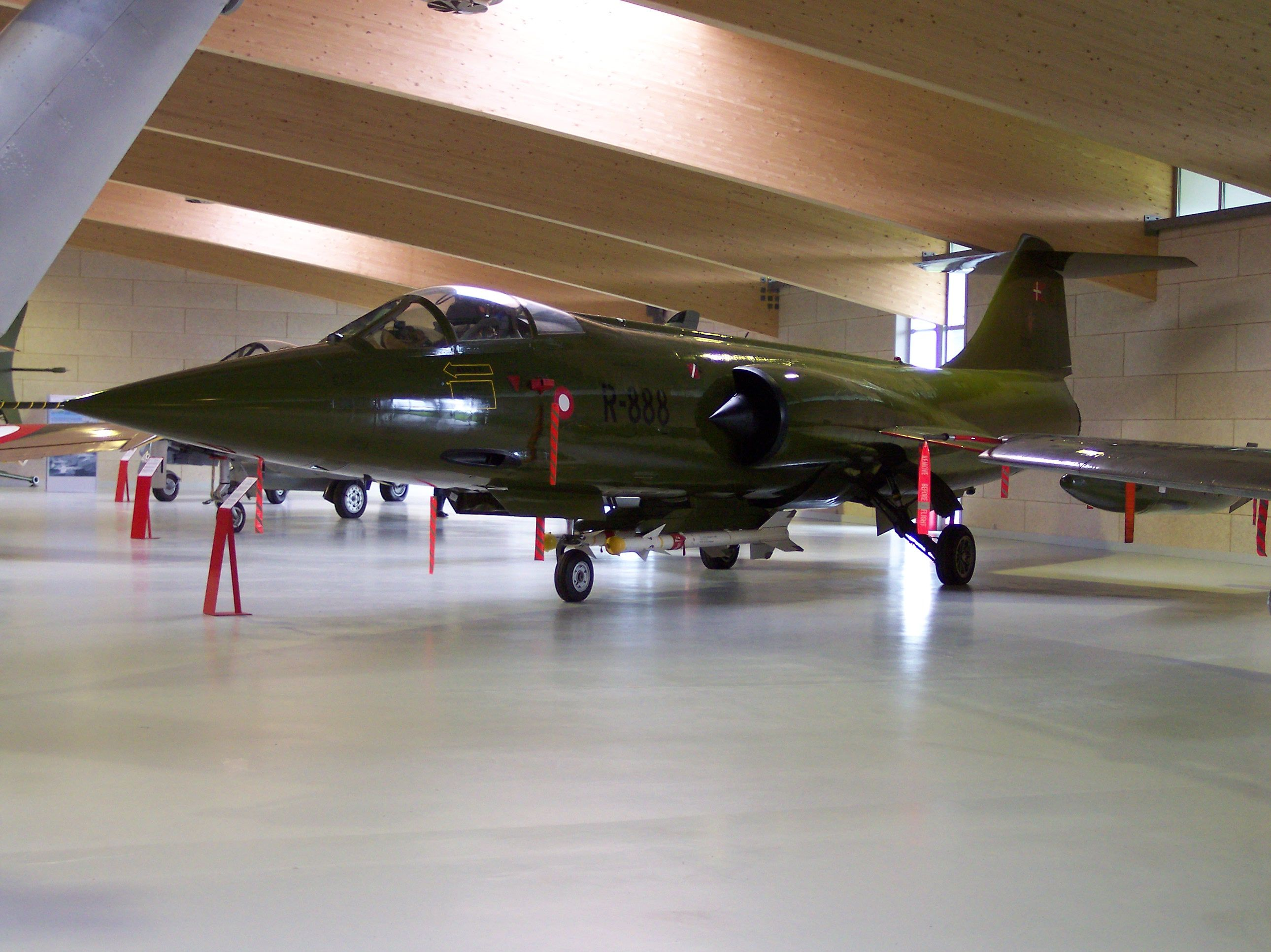
Lockheed F-104G Starfighter 1962-1984
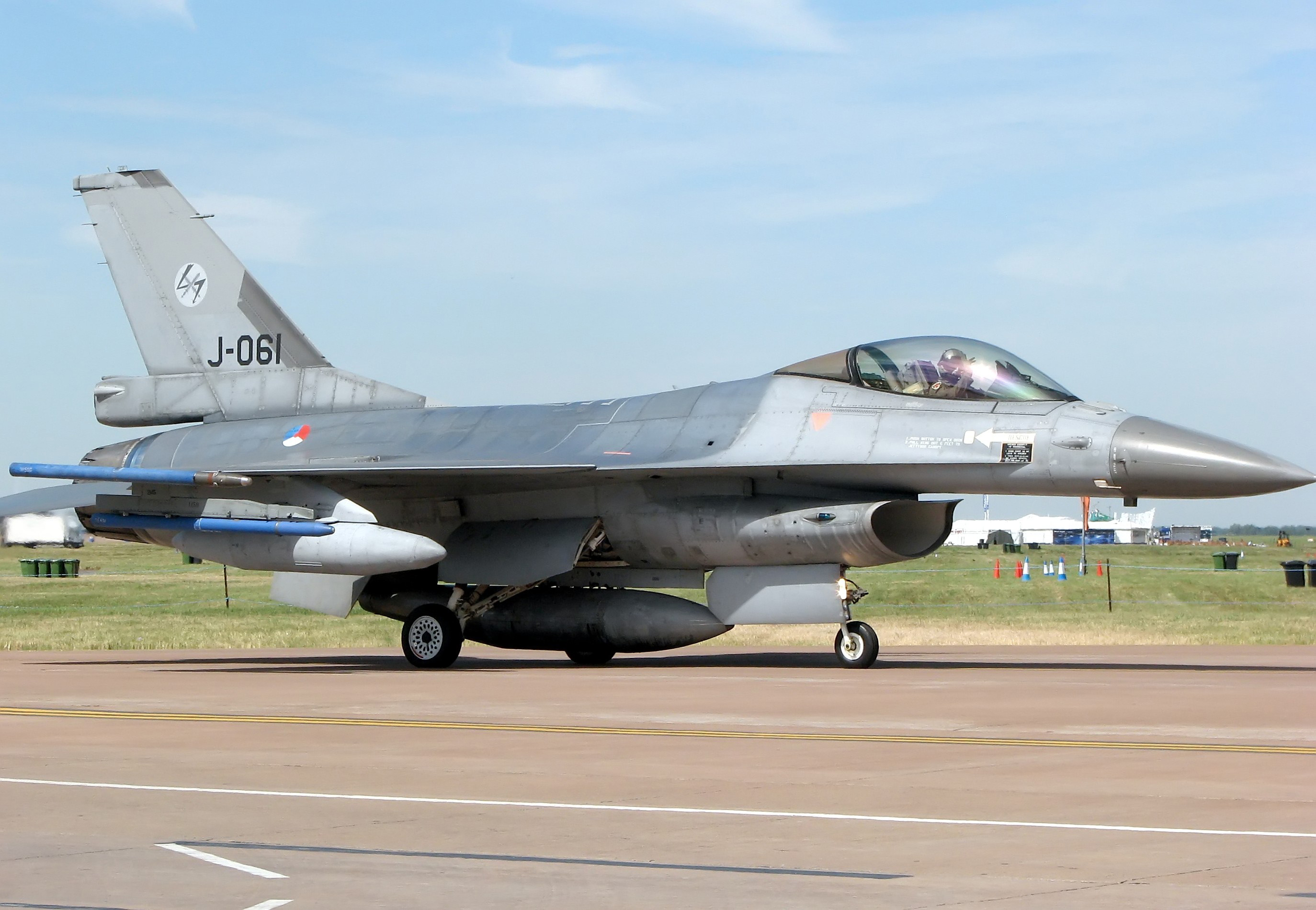
General Dynamics F-16 Falcon van 312 Sq 1979-2024

Vanaf 1949 werd de basis gebruikt door het Korps Mariniers voor de basis- en onderofficiersopleiding. Eén startbaan werd gebruikt voor oefeningen van de Marine Luchtvaartdienst, de basis kreeg een nieuwe ingang, een kantine, een recreatiehal en een aantal simpele golfplaten constructies: zogenaamde Nissenhutten. In april 1950 namen de luchtstrijdkrachten het geheel over en bouwden het uit tot een vliegbasis.
In 1951 werd Volkel aangewezen als eerste tactische vliegbasis in Nederland en tussen 1951 en 1952 werden vier vliegende squadrons opgericht (327, 328, 311 en 312 squadron). Na verplaatsing van 327 en 328 squadron werd in 1953 het 306 (fotoverkennings) squadron opgericht plus 313 squadron.
Tijdens de jaren 1950 en 1960 werd op Volkel gevlogen met toestellen van de typen F-84 Thunderjet, T-33 T-Bird en F-84F Thunderstreak. Vanaf 1964 werd dit toestel vervangen door de Lockheed F-104 Starfighter, het eerste multirole gevechtsvliegtuig dat kon worden ingezet voor luchtverdediging, grondsteun, aanvallen op vijandelijke doelen en fotoverkenning.
Aan het begin van de jaren 1970 werden met een grootschalig NAVO-project, betonnen vliegtuig- en commandobunkers gebouwd. Bij de toen in grote aantallen gehouden oefeningen lag de nadruk vooral op bescherming van de basis en op het verlenen van luchtsteun.
Vanwege de vervanging van de F-104 Starfighter door de General Dynamics F-16 Fighting Falcon werden deze toestellen vanaf 1983 op Volkel geïntroduceerd.
In recente perioden leverde Volkel detachementen voor diverse internationale operaties. In 1994 werd voor toezicht op het vliegverbod boven Bosnië geopereerd vanaf de Italiaanse basis Villafranca. In 2002 werd in samenwerking met Deense en Noorse luchtmachteenheden vanaf de basis Manas in Kirgizië geopereerd om luchtsteun te verlenen aan ISAF-eenheden in Afghanistan. Ook in 2004 leverde Volkel een detachement F-16's ter ondersteuning van ISAF vanaf Manas. In 2005 en 2009 opereerden detachementen van Volkel respectievelijk vanaf Kabul en Kandahar en in 2012 werd geopereerd vanaf Mazar-i-Sharif.
Op 21 september 2006 verongelukte een F-16 op de vliegbasis Volkel door een motorstoring. De twee vliegers wisten zich met de schietstoel in veiligheid te brengen, maar het toestel crashte, waarbij het net de oude verkeerstoren miste, boven op een shelter voorzien van het WS3-systeem (weapons storage and security).
Het 306 Squadron (fotoverkennings-, later opleidingssquadron) werd in 2007 in verband met bezuinigingen opgeheven. De fotoverkenningstaak werd toegewezen aan de resterende F-16 squadrons met de Reccelite-fotoverkenningspod. Het 311 Squadron werd ook in verband met bezuinigingen in september 2012 opgeheven.

## Heden

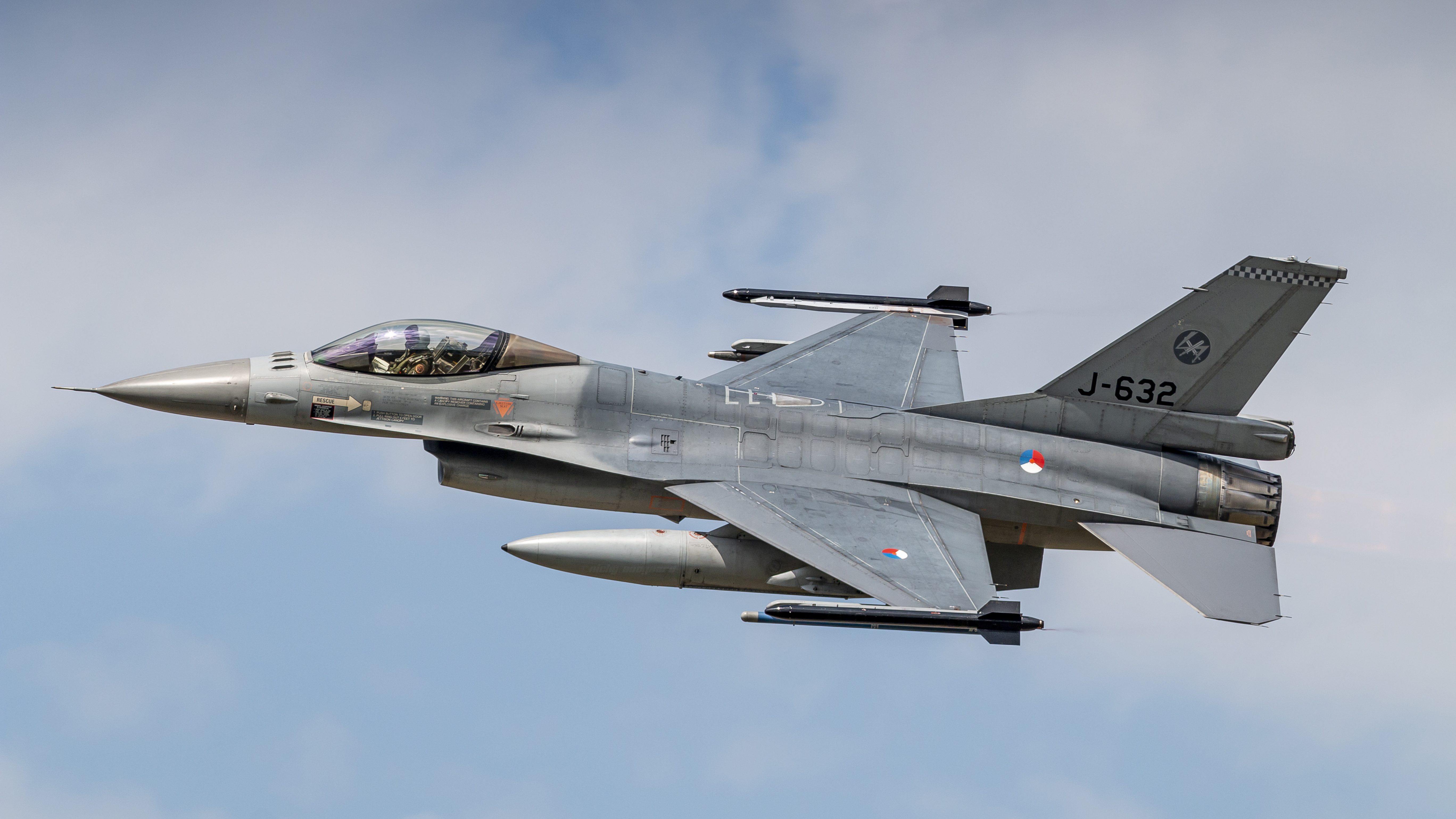
Nu nog met de F-16

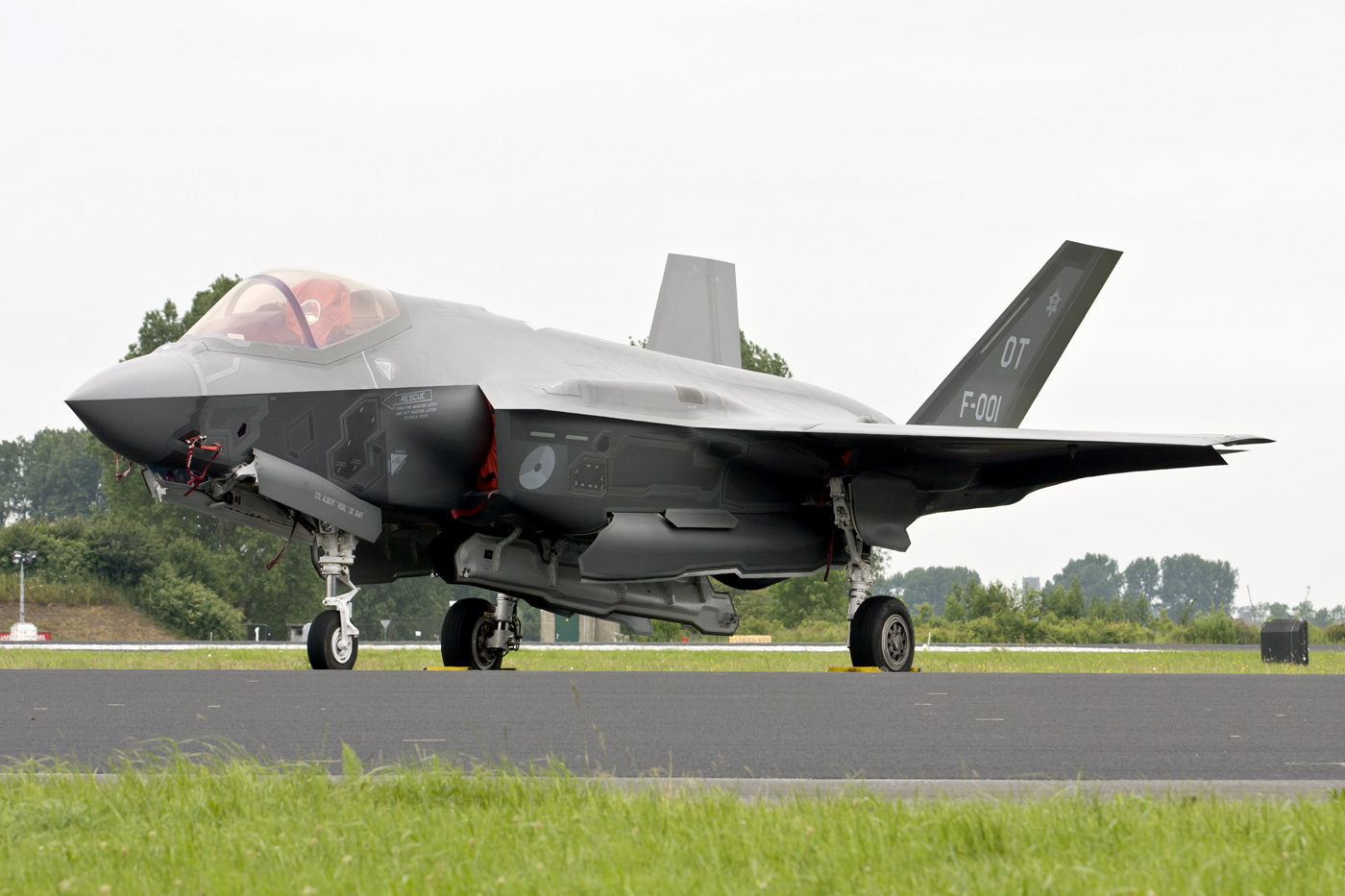
Straks met de F-35

De organisatiestructuur van de vliegbasis is als volgt:
- Commandostaf
- 312 en 313 Multirole Squadrons (F-16), inzetbaar voor strike, airdefense en close air support taken.
- 640 Platform Sq, regelt de verkeersleiding, meteo, brandweer en bewaking.
- 703 MUNition Support Sq USAF, verantwoordelijk voor onderhoud en bewaking 'special weapons'.
- 900 Onderhouds Sq, onderhoudt en repareert de vliegtuigen en hun bewapening.
- 901 Logistiek Sq, verzorgt de overige ondersteuning op de basis en bij uitzendingen.
- Groep Luchtmacht Reserve-eenheid met parttime militairen voor algemene taken.
- Standplaats van Mobiel Medisch Team Traumahelikopter Lifeliner 3

## Museum
De vliegbasis bezit een traditiekamer met de naam Typhoon. Deze is sinds 1992 te bezichtigen. In de drie zalen zijn documenten en foto's te zien over de geschiedenis van de basis en vliegtuigmodellen, schietstoelen, boordwapens en onderdelen van diverse vliegtuigen. Zelfs complete cockpits van een F-104G Starfighter en van een F-16 staan er tentoongesteld, waar bezoekers in kunnen plaatsnemen en zich even een militaire vlieger kunnen wanen.

## Kernwapens

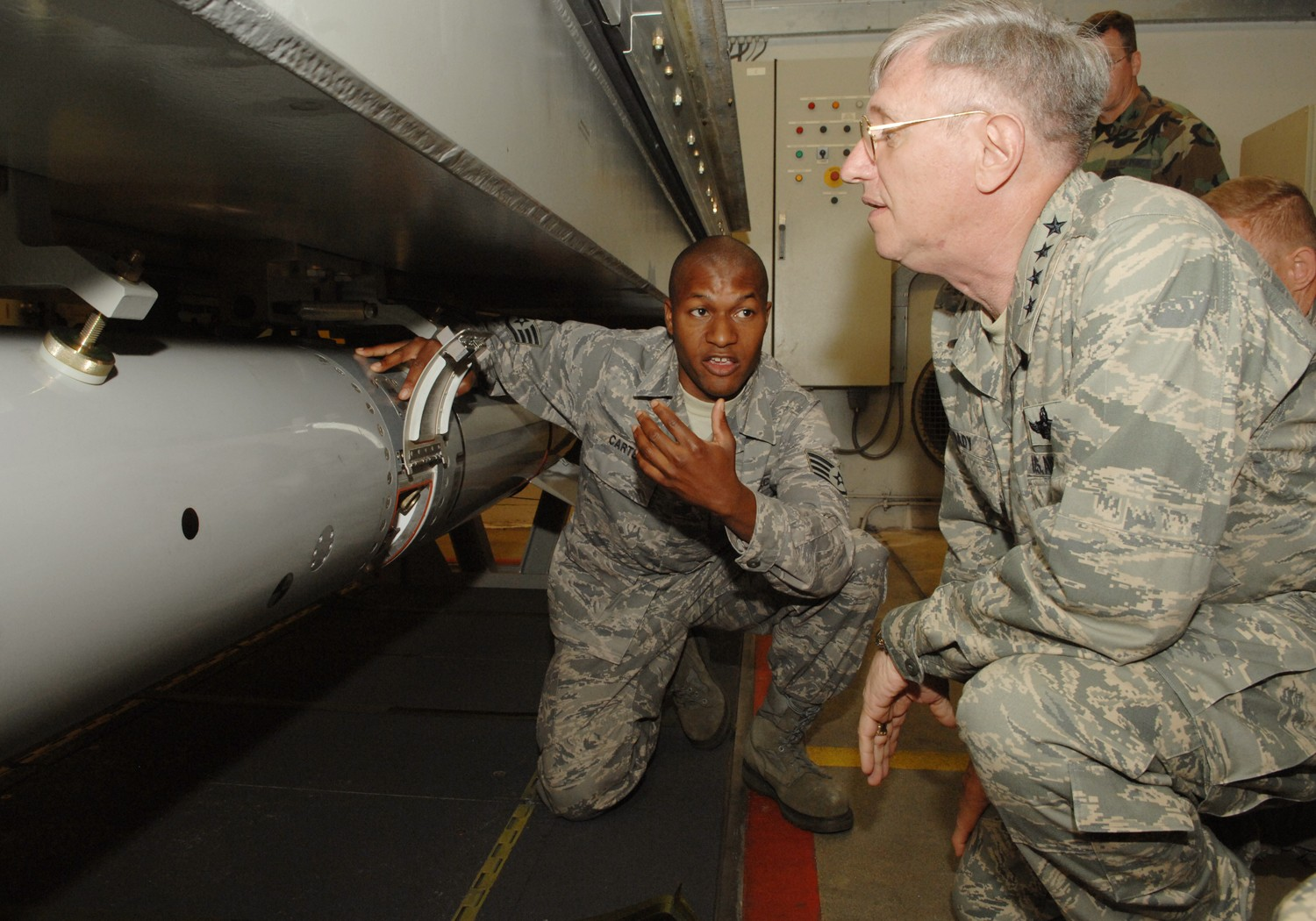
Uitleg van het WS3 systeem op Volkel in 2008

Hoewel het in het verleden door het ministerie van Defensie nooit werd bevestigd of ontkend, vermoedde men dat de vliegbasis de locatie in Nederland is waar kernwapens zijn opgeslagen. Oud-premiers Ruud Lubbers en Dries van Agt hebben dit in 2013 ook bevestigd. Het zou gaan om 22 atoombommen van het type B61.
De rechtmatige aanwezigheid van deze wapens berust op een in 1959 bevestigde multilaterale overeenkomst tussen Nederland en de Verenigde Staten. De Overeenkomst op het gebied van samenwerking bij het gebruik van atoomenergie voor de wederzijdse verdediging werd op 6 mei 1959 door de toenmalige minister van Buitenlandse Zaken Joseph Luns namens de Nederlandse regering ondertekend en bekrachtigd. Dit maakte de komst en opslag van tactische kernwapens naar Nederland mogelijk. Deze werden vanaf januari 1960 ingevlogen maar bleven onder USAF beheer. Op 1 juli 1960 kreeg 311 Squadron een nucleaire NAVO-taak, een jaar later gevolgd door 312 Squadron.
Vier Republic F-84F Thunderstreak jachtbommenwerpers stonden altijd 'opgebombd' standby om binnen 15 minuten op te stijgen. Gedurende de Cubacrisis werd dit aantal verhoogd tot 12 stuks en waren vrijwel alle jachtvliegers geconsigneerd. Op Volkel stonden toen, net als op andere NAVO vliegbases met een nucleaire taak, altijd toestellen standby voor inzet met kernbommen. In de toenmalige Yankee-Orange area waren ruim 50 bommen van het type B-28 beschikbaar voor inzet. De veiligheidsmaatregelen waren extreem. Wie zonder toestemming binnen een bepaalde cirkel om een vliegtuig kwam, kon zonder meer worden doodgeschoten. Op een Britse basis in West-Duitsland kostte dit een monteur het leven.
Vermoedelijk lagen vanaf 1961, tijdens de Koude Oorlog – waarin op Volkel met de F-84 Thunderstreak en later de F-104 Starfighter werd gevlogen – aan de noordkant van de basis B28- en later B-43-bommen in een zwaar bewaakte Weapon Storage Area (WSA) opgeslagen (de B-28 was destijds de tactische atoombom voor de Republic F-84 Thunderstreak en de B-43 was dit voor de F-104 Starfighter).
Periodiek werden er enkele van en naar een ander zwaar bewaakt gedeelte op de basis gebracht, 4 open hangars (later bunkers) naast de hoofdbaan waarin permanent nucleair bewapende startklare vliegtuigen waren opgesteld: Quick Reaction Alert. De nucleaire QRA-taak kwam na het einde van de Koude Oorlog te vervallen en in de WSA ligt nu gewone munitie opgeslagen nadat in het begin van de jaren 1990 het Weapon Storage and Security System (WS3) werd ingevoerd. Nu vermoedt men dat de kernwapens liggen in elektronisch bewaakte kluizen in de vloeren van 11 van de 32 vliegtuigshelters verspreid over de basis waarin tevens F-16's zijn gestald. Het USAF 703 Munition Support Squadron, (MUNSS) is belast met bewaking en onderhoud van kernwapens.
De B-61 is de nucleaire standaardbewapening van de F-16 en is bedoeld om in oorlogstijd met Nederlandse toestellen ingezet te worden binnen het kader van de kernwapentaak die Nederland in NAVO-verband vervult. De vermoedelijke aanwezigheid van deze wapens leidt af en toe tot protestacties door vredesactivisten, variërend van vreedzame blokkades tot de vernieling van gebouwen en materieel.
Op 10 september 2009 maakte de PvdA bekend dat de partij van de kernwapens af wilde.
In gelekte documenten die door Wikileaks op internet zijn geplaatst op 29 november 2010, bevestigt een Amerikaanse diplomaat de aanwezigheid van kernwapens. De toenmalige minister Rosenthal (Buitenlandse Zaken) maakte kenbaar "geen mededelingen over de aan- of afwezigheid van kernwapens te doen". Oud-premier Ruud Lubbers gaf in een documentaire van National Geographic toe dat in ondergrondse kluizen op de vliegbasis 22 Amerikaanse atoombommen opgeslagen liggen.
Op 16 juli 2019 werd bekend dat de Belgische krant De Morgen had ontdekt dat in een NAVO-conceptrapport de locatie van 6 vliegvelden werd prijsgegeven waar kernwapens zijn opgeslagen ten behoeve van gebruik door NAVO-lidstaten. Volkel stond hier ook bij. In de officiële versie van het rapport werden deze locaties echter niet meer bij name genoemd.
In 2021 maakte onderzoeksjournalistiekplatform Bellingcat bekend dat de nummers van de specifieke bunkers waar de Amerikaanse kernwapens werden opgeslagen publiekelijk toegankelijk waren via online flitskaart-apps die werden gebruikt door de Amerikaanse soldaten die op de basis werkten. Ook werd er andere gevoelige informatie gevonden in de flitskaarten, zoals codewoorden en de ontwerpdetails van toegangspassen die werden gebruikt op de basis.
Vanaf 1 juni 2024 neemt de F-35 de Nederlandse kernwapentaak binnen de NAVO over van de F-16. Het gaat dan om één squadron F-35's met Vliegbasis Volkel als thuisbasis.

## Open Dagen
Periodiek (2x per 3 jaar) worden in juni de Luchtmachtdagen gehouden. Deze staan in het kader van personeelswerving en bestaan voornamelijk uit demonstraties, display teams en presentaties van oude en nieuwe vliegtuigtypen.

## Civiel medegebruik
Er is ooit geopperd om de vliegbasis ook een functie van civiele medegebruik voor de regio te laten bekleden als 'Uden Airport' omdat de basis al thuishaven is voor de traumahelikopter voor Zuidoost-Nederland, in samenwerking met het Radboudumc. Ander civiel gebruik werd echter afgewezen.
Sinds 1955 vinden er vanaf de vliegbasis zweefvliegactiviteiten plaats. Tegenwoordig huist de 'zweefvliegclub Volkel' er in de oude Duitse hangar uit de Tweede Wereldoorlog die ondanks de geallieerde bombardementen overeind is gebleven.